# Фонд вільної ринкової економіки
Фонд вільної ринкової економіки (ФМФ) (англ. Free Market Foundation (FMF)) — класичний ліберальний аналітичний центр, розташований у місті Браянстон, Йоганнесбург, Південна Африка. Заснований в 1975 році, ФМФ був заснований для посилення прав людини та демократії за принципами відкритого суспільства, верховенства права, особистої свободи та економічного лібералізму та свободи преси. За словами редактора "Меркурія" Фікіле-Нцікелело Мойї, ФМФ є "лібертаріанським мозковим центром", який бажає "безперешкодного капіталізму", який "уникає всіх форм державного втручання в життя громадянина". У 1987 році виконавчий директор ФМФ Леон Лу описав роботу ФМФ наступним чином:
"Ми мобілізуємо громадську думку, лобіюємо її, ми боремося з урядом, будь-яким урядом, виступаємо з уявленнями та поданнями. Наша мета - створити атмосферу суспільної думки серед політиків, радикальних груп та профспілок на користь вільних ринків"

У 2017 році програма аналітичних центрів та цивільних товариств Університету Пенсільванії визначила ФМФ 123-м кращим аналітичним центром у категорії "Найпопулярніші аналітичні центри у всьому світі (США та не США)", 21-й найкращий аналітичний центр в країнах Південної Сахари Африка та 109-й найкращий "незалежний аналітичний центр" у світі, на 2016 рік.
З 2012 року до травня 2014 року бізнесмен Херман Машаба, який в даний час є виконавчим мером Йоганнесбурга, виконував обов'язки голови правління фонду. Він відійшов від своєї позиції, коли він приєднався до Демократичного Альянсу як "звичайний несучий член", посилаючись на необхідність того, щоб Фонд залишався політично неупередженим.
Профспілка муніципальних працівників (SAMWU) звинувачує ФМФ в тому, що він перебуває проти системи колективних трудових спорів у Південній Африці, ймовірно, посилаючись на спробу ФМФ 2013-2016рр. на зміну положення Закону про трудові відносини. Генеральний секретар NUMSA Ірвін Джим подібно звинуватив ФМФ у написанні: "Напад ФМФ на колективні переговори базується на його відданості неоліберальному капіталістичному аспекту та є частиною більш широкої кампанії з захисту неоліберальної орієнтації уряду АНК" . У березні 2018 року журналіст Євсейс МакКейзер звернувся до ФМФ як "лібертаріанці, які мало турбуються про групові ідентичності, структурний аналіз та захист працівників на аморфних ринках праці"
Леон Лу є співзасновником і є виконавчим директором ФМФ. Іншими директорами ФМФ є економіст Яссон Урбах, бухгалтер Юстас Дейві та Темба Нолутшунг, піонер чорної свідомості та учасник боротьби проти апартеїду. ФМФ є партнером Атлас Нетворк.

## Історія

### Ера апартеїду
"Південноафриканський Фонд вільної ринкової економіки" була створена в серпні 1975 року "для сприяння вільного підприємництва" в Південній Африці. Ініціатива була спрямована Асоціацією торговельних палат Південної Африки (Assocom), яка шукала шлях "сприяти вільній ринковій економіці в Південній Африці". За даними Sunday Express, ФМФ був заснований "групою з п'яти молодих професійних чоловіків", оскільки "уряд неухильно прогресував у напрямку більшого контролю над традиційними ринками вільних ринків". Лу очолив керівний комітет, відповідальний за створення фонду. Керівний комітет складався з Е. Ф. Емарі, М. Лілларда, Л. Луу, Фреда Макаскілла, Андре Шпіуса та Марка Сванеоела ». Коли його запитали про його думку про політику апартеїду в Південній Африці, перший голова ФМФ Лу Шер (який був президентом Асоціації ) заявив, що ФМФ хотів би побачити обмеження щодо руху та використання трудових ресурсів, капіталу та товарів, по можливості поступово припинили". Шер продовжував, кажучи, що ФМФ зазвичай "обмежує себе" в економічній сфері, але там ми вважаємо, що чим менше обмежень, тим краще, і всі раси повинні мати можливість вільно пройтись у всіх секторах ».
Фонд опублікував щомісячний класичний ліберальний журнал Індивідуаліст з моменту його заснування в 1975 році до жовтня 1976 року, коли ФМФ був офіційно зареєстрований як некомерційна організація в Південній Африці. З того часу журнал видавався самостійно. Індивідуаліст в даний час не працює. Пізніше ФМФ опублікував власний журнал Free Market, який випускався шість разів на рік. Серед його авторів були сенатор Оуен Хорвуд (міністр фінансів) та Герхард де Кок (Губернатор Резервного банку). В даний час вільна торгівля також відсутня.
У травні 1976 року ФМФ переїхав до 401 центру міста, вулиця Joubert 36, Йоганнесбург.
У листопаді 1976 року, після реєстрації ФФ як НКО, вона була реформована в "Фонд вільної ринкової економіки (Південна Африка)". Будучи головою тимчасового виконавчого комітету ФМФ, був обраний Дирк Герцог, голова групи Oude Meester та президент Південноафриканського товариства маркетологів. До цього часу ФМФ мав підтримку Асокому, SASOM, Федеральної промислової палати Південної Африки (SAFCI), Національної торговельної палати Африканської федерації (NAFCOC) та Африканським інститутом менеджменту (AHI). Журнал Clarion також "запевнив свою повну підтримку всієї концепції" ФМФ.
На своєму інавгураційному з'їзді в 1977 року був обраний перший президент ФМФ, професор СП дю Тейт Віллоен, голова інвестиційної корпорації Банту та Лісабонський банк (сьогодні Mercantile Bank). На своєму інавгураційному посланні Ду Тейт Вільюен стверджував, що причиною хвилювань у всій Південній Африці було те, що чорні південноафриканці не могли ототожнювати себе з політичною та економічною системою, в якій вони жили. За словами Ду Тейта Вільюена, для запобігання цьому необхідно було залучити всі піденні африканські гонки до розробки системи вільної підприємницької діяльності. З цією метою Ду Тейт Вільюен закликав до поступового скасування дискримінаційних законів, вдосконалення навчальних закладів та підвищення якості життя шляхом надання житла у власність; і що "поступове збільшення участі всіх рас в управлінні країною стане істотним відповідним розвитком у політичній сфері". У той час Андрій Шпійс був секретарем ФМФ.
У березні та квітні 1978 року в рамках візиту до Південної Африки ФМФ та Школа бізнес-лідерства в Південно-Африканському університеті провели Фрідріх А. Хайек, лауреат Нобелівської премії. Хайєк виступив на відкритому засіданні в готелі Карлтон у середу, 22 березня, щодо соціальної справедливості та економіки. Йоганнесбургська торгова палата провела обід для Хаєка в четвер, 6 квітня, в готелі. На бенкеті в п'ятницю, 7 квітня, в одному готелі, головним спікером був сенатор Хорвуд.
ФМФ піддав критиці бюджета 1980 року уряду Південної Африки, особливо "збільшення витрат на соціальне забезпечення, включаючи субсидії та житло". Говард Прейс, редактор журналу Rand Daily Mail, відповів на цю критику, саркастично зауважуючи, що "всі ті чорні пенсіонери, котрі щороку підкачали б на своїй R33, в той час як пригноблені білі раби запропонували дешевий хліб для чорношкірих". Редактор прийшов до висновку, що "комуністи ніколи не мали кращих друзів, ніж ці ультра-маркетєри та їх Стандарт дев'ять [одинадцяти класів] економіки".
Юстас Деві став директором ФМФ у 1981 році.
Професор Ян А. Ломбард, завідувач кафедри економіки Преторійського університету та заступник голови Резервного банку SA, був президентом ФМФ з 1981 року і принаймні до 1991 року.
Лу і Френсіс Кендалл, його дружина, написали книгу про продаж безальтернативних книг "Південна Африка: Рішення" 1986 року, в якому викладено бачення прямих демократій, широко засноване на системі швейцарських кантонів. Книга продана понад 25 000 примірників і була переведена на африкаанс.
До 1987 року більша частина фінансування ФМФ отримала "від великих корпорацій, з меншими внесками від приватних осіб та менших компаній". ФМФ також заробив дохід від консалтингової роботи для компаній, які прагнуть подолати втручання уряду, які гальмують їхні підприємства, та консультування урядових установ та органів місцевої влади, особливо з питань дерегуляції та приватизації. Програма "Правосуб'єднання для всіх", спрямована на викладання "економічних принципів, а також охоплює політику", яка закінчилася в 1988 році, становила 60% загального доходу ФМФ. Група Rand Mines направила 100 000 своїх співробітників для участі у "Юстиції для всіх". Дин Кінг, директор з персоналу групи, сказав, що програма "розповість працівникам про переваги системи вільного ринку як життєздатну та більш прийнятну альтернативу марксистсько-соціалістичній системі".
У той час ФМФ стверджував, що приватизація була єдиним способом досягти расової рівності між чорно-білими південноафриканцями. Лу зазначив, що, крім того, щоб виробляти достатньо багатств для підвищення добробуту негрів, приватизація державних підприємств та промислових підприємств Південної Африки деполітизуватиме різні сектори економіки, як автобуси та поїзди, які були раціоналізовані в державних руках. Опір державних службовців та можливість створення приватних монополій були виявленими двома питаннями, але це можна було подолати, гарантуючи безпеку робочих місць та гарантуючи, що приватизовані підприємства не надаються жодній фірмі.
У 1988 році ФМФ нагородила Лоуренса Мавундлу "Премією за вільну торгівлю" за внесок у справу економічної свободи в Південній Африці. Маундлала була засновником кооперативу "Hawkers" і "Неформального бізнесу" в 1986 році для боротьби за право на підприємство чорних південноафриканських країн під час дискримінаційного законодавства режиму апартеїду.

### Після апартеїду
ФМФ був активним учасником обох переговорів щодо припинення апартеїду в Південній Африці (зокрема, Дакарська конференція 1987 року), а також переговори щодо того, які положення Конституції Південної Африки, 1996 року.
ФМФ висловився проти включення розділу 8 (2) до Конституції, яка передбачає, що права в Біллі прав не лише зобов'язують уряд, а й громадян (так звану "горизонтальність"). ФМФ також протестувала за включення "громадських інтересів" як виправдання для експропріації приватної власності, яка в даний час знаходиться в розділі 25 (2) (a) Конституції. Громадський інтерес, на його думку, є широким і веде до невизначеності, що робить його "не тільки відкритим для зловживання, але і позбавляє суди чітких принципів вирішення суперечок про права власності". ФМФ також виступив проти включення соціально-економічних прав, таких як право на доступ до житла (розділ 26) та право на доступ до медичних послуг, харчування, води та соціального забезпечення (розділ 27), оскільки, насамперед, він стверджував, що південноафриканський уряд не мав ресурсів для здійснення цих прав; по-друге, що "право на доступ" є "юриспруденційно невизначеним"; по-третє, соціально-економічні права були "безпрецедентними" в південноафриканському праві, тобто суди Південної Африки потрібно буде "вирішити, чи є заходи, які надають" доступ "до цільових виплат, досить" розумні "та" прогресивні ", а також які" наявні ресурси "держави, що означає, що суддям доведеться визначати рівень оподаткування, бюджетний дефіцит та асигнування; житло, здоров'я, політики ... "
Професор Темба Соно, який був президентом Південноафриканської студентської організації в період з 1971 по 1972 рр., і співзасновником Чорної народної конвенції, був президентом ФМФ з 1997 по 2000 рр..
У 2000 році ФМФ уручив свою премію "Вільна ринкова марка" колишньому президенту Ботсвані (1980-1998) сера Кетуміле Масіре з головою ФМФ Майклом О'Доудом, заявивши, що "Ботсвана підтримує всі інститути та практики, які є вільною ринковою економікою." На церемонії нагородження взяв участь колишній президент Південної Африки Нельсон Мандела.
ФМФ виступив проти рішення уряду Південної Африки щодо розширення атомної енергетики Південної Африки в 2014 році, коли виконавчий директор Леон Лу заявив: "Уряд наочно показав, що він не може керувати електроенергією. неправильні руки ". Лу, однак, висловив схвалення ядерної енергетики в принципі.
У період з 2013 по 2016 рік ФМФ намагався розділити 23 Закону про трудову діяльність Південної Африки, змінивши 1995 рік. Розділ "дозволяє міністру праці поширити колективний договір, укладений на раду для переговорів, будь-яким сторонам колективного договору, які знаходяться в межах зареєстрованого обсягу". Аргумент ФМФ полягав у тому, що цей розділ завдає шкоди малим підприємствам, "які не можуть дозволити собі зарплатні угоди, досягнуті в радах, з якими вони не пов'язані". У Фонді вільної ринкової економіки та Міністерстві праці та ін., 2016 (4) SA 496 (GP), Мерфі Джордж Преторійський Вищий Суд визнав проти ФМФ, вважаючи, що цей розділ не потрібно змінювати, і що Закон про сприяння адміністративному судочинству, 2000 р. надав достатній захист для малих підприємств, які бажають переглянути розширення угод міністра праці.
У 2017 році ФМФ виступив проти міністерства юстиції та конституційного розвитку Південної Африки з питань запобігання та протидії злочинам на ґрунті ненависті та ненависті до 2016 року, стверджуючи, що "право вільного, без цензури спілкування стало основою для справді демократичного суспільства". ФМФ також стверджував, що законопроєкт не відповідає розділу 16 захисту свободи вираження поглядів, встановленому Конституцією. Коли законопроєкт було оновлено в квітні 2018 року, ФМФ вітав зміни, але продовжував стверджувати, що законопроєкт був непотрібним.

## Діяльність

### Проєкт земельної реформи Хая Лам
З 2013 року ФМФ провели ініціативу з проведення земельної реформи з Першим національним банком (ФНБ), який спочатку називався проєктом земельної реформи Нґват. Виконавчий директор ФНБ Симфів Мадікезела пояснив: "Коли ви випускаєте титульні акти, багатство створюється для громади. Одного разу люди мають право власності, вони можуть розширити майно та викуповувати майно, орендуючи кімнати. Вони можуть використовувати свій будинок як заставу, щоб отримати позики для інших особистих цілей ".
Проєкт тепер називається проєктом земельної реформи Хая Лам. Його затверджена місія полягає в наданні допомоги громадам у перетворенні права власності на оренду (оренду) їх власності на апартеїдну власність (права власності). Хая Лам - це Кхоза для "Мого будинку". Проєкт використовує Закон про вдосконалення прав на земельні потреби (112 від 1991 року) або "УЛТРА", який "зобов'язує рада передавати муніципалітет земельній ділянці орендарів".
25 липня 2017 року ФМФ передала 58 майнових правових акцій у Грабуві в місцевому муніципалітеті Theewaterskloof на Західному Кейпі, які спонсорували ТОВ "Два дня"  та Фонд Елґін. Директор ФМФ Темба Нолутшунгу виступив в ролі майстра церемоній та супроводжував керівника проєкту Проєкту земельної реформи Хая Лам Перрі Фельдмана.
16 січня 2018 року ФМФ передала бенефіціарам від Кайлмор, Ле-Ру, Клотесвіль, Хайаманті та Франшхук 117 заявок на право власності у Ратуші Стелленбош. Бізнесмен Йоганн Руперт виступив спонсором акцій, які покликані бути першими з 1000. Дякуючи Руперту за спонсорство, виконавчий директор ФМФ Лео Луу критикував уряд за те, що він не зміг систематично перетворити "власні права" та "традиційні спільноти" на повну, необмежену власність ".
ФМФ розширив ініціативу щодо прав власності на великі частини Східного Кейпу та Квазулу-Наталь.

### Цивільна авіація та Південноафриканські авіалінії
ФМФ виступає за дерегуляцію цивільної авіації в Південній Африці з кінця як мінімум 1980 року. Однією з головних її цілей було те, щоб Південноафриканська авіалінія (SAA) відмовив у повноваженнях заборонити потенційним конкурентам входу в авіабудувальний сектор, повноваження, надані SAA Закон про повітряне сполучення (51 від 1949 р.). Террі Дж. Маркман стверджував, що цей акт повинен бути скасований, і внутрішня цивільна авіація "повинна негайно скасувати дерегулювання", і що SAA повинна бути роздержавлена і вимагатиме отримання прибутку. Закон про повітряне сполучення був скасований Міжнародним законом про повітряне сполучення (60 років 1993 р.) Під час лібералізації в Південній Африці. Маркман, консультант з транспорту, часто представляв ФМФ публічно на цю тему. Маркман звинувачував втручання уряду в фінанси Union Airways (згодом ставши SAA) в 1933 році як причину сильної регульованої промисловості Південної Африки цивільної авіації.
Станом на 2017 рік ФМФ був залучений до кампанії з приватизації чи ліквідації SAA через мільярдні прогалини та гарантії, надані авіакомпанією урядом, стверджуючи, що продовження фінансування авіакомпанії є субсидією бідні на користь багатих. Однак ФМФ вважає, що для державної фінансової діяльності SAA, можливо, буде занадто пізно.

### Звіт про економічну свободу світу
Фонд вільної торгівлі публікує південноафриканське видання "Щорічної економічної свободи світу" інституту Фрейзера. У цьому партнерстві з Інститутом Фрейзера ФМФ перераховується як "повний член". Директор ФМФ Темба Нолутшунгу заявив, що для випуску 2016 року "трагічно, що країна, що займає 42 місце у світі в 2000 році, поза межами 25% країн світу, повинна була знизити 63 місця у рейтингу за 15 років до точки де вона зараз займає внизу 35% ". За даними Нолутшунгу, дослідження показують, що "існує значна, хоч і не безпосередня кореляція між економічною свободою, економічним зростанням та добробутом людей, тому не слід сприймати стійкого і різкого зниження економічної свободи в країні".

### Підприємство Африки!
У період з 2006 по 2010 рр. ФМФ, Центр Mercatus в Університеті Джорджа Мейсона, Вірджинія та Інститут економіки Лондона керували підприємництвом Африки! ініціатива Підтримуваний грантом Фонду Джона Темплтона, проєкт досліджував, проаналізував та звітував про вирішення проблем бідності в Африці на базі підприємств.
Більшість досліджень та аналізів були написані в першу чергу старшим колегою Mercatus Каролом Будрео.

### Політика охорони здоров'я
Група охорони здоров'я ФМФ виступила проти спроб уряду Південної Африки запровадити єдину платню національної медичної страховки, стверджуючи, що з низькою податковою базою Південної Африки та низьким економічним зростанням така схема буде недоступною. Економіст і керівник ФМФ Жассон Урбах стверджували, що Південна Африка витрачає стільки ж на охорону здоров'я, скільки "витрати на охорону здоров'я дорівнює багатьом видам економіки" у частині ВВП, і сказав, що витрати ще не вирішать проблему "дисфункціональних "система.

### Мінімальна заробітна плата
ФМФ давно виступає проти запровадження національної мінімальної заробітної плати, стверджуючи, що це буде шкідливим для великої кількості безробітних у Південній Африці. За словами колишнього голови ради директорів ФМФ Герман Машаба, "мінімальна заробітна плата робить незаконним працевлаштування кого-небудь за нижчу зарплату, внаслідок чого багатьом людям заперечується право самостійно приймати рішення про можливості працевлаштування". Директор ФМФ Жассон Урбах стверджував, що великі підприємства, як правило, підтримують закони про мінімальну заробітну плату, оскільки "захищає їх від конкуренції від малого бізнесу".
У лютому 2017 року уряд Південної Африки вирішив прийняти національну мінімальну заробітну плату до 1 травня 2018 р., На рівні R20 ($ 1,50) за годину або приблизно на рівні 3,500 (261,52 $) на місяць. Буде створено комісію для перегляду рівня заробітної плати щороку.
Лу стверджував, що якщо запровадити мінімальну заробітну плату, уряд має створити сертифікати про звільнення від роботодавців (JSEC), що дозволить особам, які були безробітними протягом тривалого періоду часу, звільнити себе від застосування мінімальної заробітної плати, в щоб знайти роботу нижче мінімальної заробітної плати. Директор ФМФ  написав Джобс для безробітних у 2003 році, в якому викладена всеосяжна пропозиція JSEC. Мережа "Атлас" нагородила ФМФ "Премію Темплтон Свободи" у 2009 році за цю книгу.

## Критика
Кейт Уілкінсон, старший науковий співробітник компанії Africa Check (організація, заснована "для підвищення точності публічних дебатів та засобів масової інформації в Африці") піддала критиці та спростувала деякі претензії ФМФ щодо трансформації в Південній Африці в 2015 році. Лу написав два стовпці в "День бізнесу" перше, 26 серпня 2015 року, "химерний відмова від С.А.", а другий - 4 листопада 2015 року "Відмова від трансформації - крайня форма расизму". З п'яти претензій ЛУ в першій колонці, два були "неперевірені" та три були "невірними". З чотирнадцяти претензій Лу у другому стовпці п'ять були "неправильними", три були "неперевірені", два "не вдалося перевірити", три були "в основному правильні", а один - "правильний". Вілкінсон критикував ФМФ за тривалу затримку, надаючи їй джерела позовів, а за умови, за якість джерел. Вона звинувачувала ФМФ у відсутності першоджерел та "дослідженні на конях до кошика", висунувши претензії спочатку і шукаючи докази після.
У січні 2018 року дослідники Інституту африканських альтернатив піддали критиці ФМФ за відгук на доповідь Оксфам у 2018 році. Зокрема, ФМФ стверджував, що бідні отримали право вільного підприємництва, за твердженням дослідників, "це неодноразово проводиться фондом та консервативними економічними коментаторами в Південній Африці". Навпаки, дослідники кажуть, що лібералізація в Африці зазнала невдачі, де вона була випробувана. Якщо ФМФ стверджував, що генерація багатства є законною, якщо примус не використовувався для накопичення цього багатства, дослідники стверджують, що в умовах ринкової економіки "хтось змушений продавати свою працю, щоб вижити". Дослідники дійшли висновку, що відмова ФМФ від доповіді "Оксфам" стосувалася "невтішних міркувань" і що "Оксфам слід похвалитися за постійне попередження світової громадськості про загрозу, що зростаюча нерівність становить соціальну та політичну стабільність".